# Synophis plectovertebralis
Synophis plectovertebralis là một loài rắn trong họ Rắn nước. Loài này được Sheil & Grant mô tả khoa học đầu tiên năm 2001.